# (27716) Nobuyuki
(27716) Nobuyuki est un astéroïde de la ceinture principale.

## Description
(27716) Nobuyuki est un astéroïde de la ceinture principale. Il fut découvert le 13 février 1989 à Geisei par Tsutomu Seki. Il présente une orbite caractérisée par un demi-grand axe de 2,86 UA, une excentricité de 0,24 et une inclinaison de 6,0° par rapport à l'écliptique.

## Compléments